# Petrus Engstrand
Petrus Engstrand, född 8 januari 1701 i Torpa församling, Östergötlands län, död 24 juli 1786 i Marbäcks församling, Jönköpings län, var en svensk präst.

## Biografi
Petrus Engstrand föddes 1701 på Skyttetorpet i Torpa församling. Han var son till en torpare. Engstrand blev 1726 student vid Uppsala universitet och prästvigdes 1730. Han blev pastorsadjunkt i Vadstena församling, 1731 i Lofta församling, i Gamleby församling och 1734 i Frinnaryds församling. År 1736 blev han komminister i Bredestads församling och 1753 kyrkoherde i Marbäcks församling. Han var Senior Cleri Ostrg. Engstrand avled 1786 i Marbäcks församling.

### Familj
Engstrand gifte sig 1736 med Helena Törner. Hon var dotter till kyrkoherden i Frinnaryds församling. De fick tillsammans barnen kyrkoherden Daniel Engstrand i Hagebyhöga församling, kyrkoherden Johan Engstrand i Gladhammars församling, Christina Engstrand som var gift med komministern Lundvall i Bredestads församling, 3 söner och 4 döttrar.